# III. Szeuadzskaré
III. Szeuadzskaré (más számozás szerint II. Szeuadzskaré) az ókori egyiptomi XIV. dinasztia egyik uralkodója. Egy évig uralkodott, i. e. 1699 után. Avariszból uralkodott a Nílus-delta keleti és talán nyugati része fölött.

## Említései és helye a kronológiában
Korabeli említése nem maradt fenn, csak torinói királylistának köszönhetően ismert. Ezen neve a 9. oszlop 6. sorában szerepel.
Szeuadzskaré helye a XIV. dinasztia kronológiájában a torinói királylistának köszönhetően valamennyire biztosnak mondható; a királylista szerint egy évig uralkodott, elődje Merdzsefaré volt, utódja Nebdzsefaré.
Abszolút helye a kronológiában vitatott. Kim Ryholt és Darrell Baker szerint dinasztiája tizenegyedik uralkodója volt, és i. e. 1699 körül uralkodott egy évig. Ryholt rekonstrukciója azonban a korszak több más tudósa, például Manfred Bietak és Jürgen von Beckerath szerint is vitatott, ők úgy tartják, a dinasztia nem sokkal Neheszi uralkodása előtt kezdődött, i. e. 1710 körül, nem 1805 körül, ahogy Ryholt feltételezi. Ebben az esetben Szeuadzskaré a dinasztia hatodik uralkodója.

## Személyazonossága
III. Szeuadzskaré nem tévesztendő össze a második átmeneti kor két másik fáraójával, akik ugyanezt az uralkodói nevet viselték. I. Szeuadzskaré a XIII. dinasztia egyik uralkodója volt, és i. e. 1781 körül élt; ő is csak a torinói királylistáról ismert. II. Szeuadzskaré Hori a XIII. dinasztia végén uralkodott, nagyjából i. e. 1669 és 1664 között.

## Fordítás
- Ez a szócikk részben vagy egészben  a   Sewadjkare III című angol Wikipédia-szócikk ezen változatának fordításán alapul.  Az eredeti cikk szerkesztőit annak laptörténete sorolja fel. Ez a jelzés csupán a megfogalmazás eredetét és a szerzői jogokat jelzi, nem szolgál a cikkben szereplő információk forrásmegjelöléseként.